# Misterios de ultratumba
Misterios de ultratumba: Esta es una película de terror, misterio y ciencia ficción mexicana de 1959, dirigida por Fernando Méndez y protagonizada por Gastón Santos, Rafael Bertrand y Mapita Cortés. Con esta película Fernando Méndez se inició en el cine de terror en 1958. La ambientación es en el siglo XIX y la historia gira alrededor de la muerte, los fantasmas y monstruos.

## Sinopsis
Dos médicos hacen un acuerdo: el primero que muera revelará los misterios de ultratumba al otro. Toda la película está teñida de misterio, espiritismo, fantasmas y horror.

## Reparto
- Gastón Santos como Dr. Eduardo Jiménez
- Rafael Bertrand como Dr. Mazali
- Mapita Cortés como Patricia Aldama
- Carlos Ancira como Elmer, el ordenado
- Carolina Barret como La Gitana
- Luis Aragón como Dr. González
- Beatriz Aguirre como Rosario
- Antonio Raxel como Dr. Jacinto Aldama
- J. Portillo
- Abel Salazar
- Lupe Carriles (no acreditado)
- José Loza como Amigo de Eduardo en café (no acreditado)
- Antonio Sandoval como Representante de autoridad (no acreditado)
- Guillermo Álvarez Bianchi como Don Anselmo (no acreditado)